# Bataille de Culblean
Deuxième guerre d'indépendance de l'Écosse
Batailles
La bataille de Culblean eut lieu le 30 novembre 1335, durant la Seconde Guerre d’indépendance de l’Écosse. Ce fut une victoire pour les Écossais indépendantistes menés par Sir Andrew Murray sur les forces anglo-écossaises commandées par David III Strathbogie, comte d’Atholl et partisan d’Édouard Balliol.

## Origines
Après le meurtre de John III Comyn, le neveu du précédent roi Jean Balliol, par Robert Ier d’Écosse dit Robert Bruce et ses partisans en 1306, la guerre d’indépendance écossaise devient une guerre civile, les partisans de Balliol et Comyn rejoignant les Anglais. A hiver 1314, le Parlement écossais, le premier à se réunir après la victoire du roi Robert à la bataille de Bannockburn, condamne tous ceux qui détiennent des terres en Écosse et qui combattent aux côtés des Anglais à la confiscation de leurs terres. Cela conduit à la formation d’une nouvelle classe noble connue comme les déshérités, anciens loyalistes de Balliol qui ne se sont pas réconciliés avec Bruce.
En 1328, le traité de Northampton entre l’Angleterre et l’Écosse, basé sur la pleine reconnaissance du roi Robert Bruce, met immédiatement fin à tout espoir de ces hommes de retrouver leur héritage perdu. Cependant, la mort de Bruce en 1329, et l’accession au trône de David II, son fils alors mineur, leur offre une seconde chance. Sous la direction efficace et déterminée de Henri de Beaumont, 4e comte de Buchan, un des leurs et un vétéran des guerres écossaises, un parti commence à prendre forme au début des années 1330, focalisant leurs espoirs sur Édouard Balliol, fils du précédent roi John Balliol, qu’ils soutiennent comme légitime roi d’Écosse. En 1332, Beaumont et Balliol tentent une invasion de l’Écosse, remportant une victoire remarquable à la bataille de Dupplin Moor ; mais avec un support très limité dans la région ils sont expulsés à la fin de l’année. Édouard III, le jeune roi d’Angleterre, qui avait joué un double jeu, décide finalement de déclarer son soutien à Balliol, et les Écossais furent défaits une fois de plus durant l’été 1333 à la bataille de Halidon Hill. Édouard Balliol reprend sa place controversée sur le trône, mais elle n’était pas plus justifiée qu’avant. En 1335, Édouard III vient en Écosse avec une armée importante. Incapable de forcer l’issue, il laisse les déshérités gérer la situation comme ils le peuvent.

## Un nouveau Gardien
Bien que la flamme de la résistance écossaise ne brûle pas très intensément à l’époque, elle ne s’est jamais complètement éteinte. David II est envoyé en France en 1334 pour sa sécurité. En septembre 1335, Andrew Murray de Bothwell, fils de l’homme qui combattit aux côtés de William Wallace, est nommé Gardien de l'Écosse par les partisans de Bruce réunis au château de Dumbarton. Très rapidement il devient l’un des plus grands leaders du pays, et un disciple qualifié de la pratique de la guérilla tel que le roi Robert la pratiquait auparavant. La réputation de Murray est très bonne : il est cohérent dans la défense de la cause nationale, et ne se soumet jamais à Édouard III ou Balliol, contrairement à Robert Stewart, neveu et héritier de David II. Les hommes qui se sont réunis autour de lui à Dumbarton forment le noyau du renouveau national — les comtes de la Marche et de Ross, William Douglas, Maurice Murray et William Keith. Après le départ d’Édouard III d’Écosse — suivi peu de temps après par Édouard Balliol — le principal opposant de Murray est David de Strathbologie, comte d’Atholl en titre et lieutenant de Balliol au nord.

## Le jour de la Saint-Andrew 1335
À la fin de l’automne 1335, Strathbologie opère au nord de la Forth, essayant, comme le prétendent les sources, d’éradiquer les francs-tenanciers qui avaient été la base de la résistance écossaise au temps de William Wallace. Les actions de Strathbologie reflètent la politique du roi Édouard au sud de l’Écosse où plus de 100 francs-tenanciers sont déchus entre 1335 et 1337. Jean de Fordun, un chroniqueur écossais, rapporte la situation ainsi :

« Mais la grande tyrannie et cruauté que ce comte exerça parmi la population ne pouvait pas ; il en déshérita certains, en tua d’autres : et à la fin il vouait son esprit à chercher comment il pourrait faire disparaître les francs-tenanciers de la surface de la Terre. »

Strathbologie couronne sa campagne en tenant le siège du château de Kildrummy dans la vallée de la rivière Don dans l’Aberdeenshire. Kildrummy avait été tenu pendant quelque temps par la tante du roi David, Lady Christina Bruce, qui se trouve être également la femme de Murray. Le Gardien se rue alors vers le nord de l’Écosse pour aller à son aide, ayant réuni une modeste force de 800 hommes. Strathbologie, selon l’historien Lord Hailes, dispose de 3 000 hommes. La tactique de Murray est risquée : il se dirige tout droit vers la bataille, ce que les leaders écossais ont évité depuis le désastre de Halidon Hill. Mais la situation est critique : la chute de Kildrummy serait un sérieux revers pour la cause nationale au nord.
Strathbologie est prévenu de l’arrivée de Murray. Il quitte le siège et se dirige vers le sud pour intercepter ses ennemis dans la forêt de Culblean. Murray est rejoint un peu au nord de la rivière Dee, à l’est de la position de Strathbologie près de la colline de Culblean, par une armée de 300 hommes venant de Kildrummy, menés par Jean de la Craig. Les connaissances de Jean sur la campagne environnante sont inestimables. La nuit du 29 au 30 novembre, il guide les forces de Murray dans un large mouvement de déploiement au sud et à l’ouest, destiné à prendre Strathbologie par derrière. Alors que Murray approche à l’aube de la saint Andrew, l’effet de surprise est perdu lorsqu’il est localisé par les scouts de l’ennemi. Strathbologie est rapidement prévenu et se tient prêt. Mais ses troupes ont été principalement recrutées aux alentours, probablement dans l’empressement, et il se trouve qu’il ne dispose pas d’archers.
Les forces de Murray se divisent en deux. L’avant-garde est commandée par William Douglas. Quand il voit Strathbologie paré pour la bataille, Douglas s’arrête, comme s’il hésitait devant un ennemi bien préparé. Cela a l’effet désiré et Strathbologie mène ses hommes à la charge, mais les rangs commencent à se défaire en atteignant et Douglas lance une contre-attaque. Sir Andrew lance alors immédiatement l’attaque avec l’arrière-garde sur le flanc exposé de l’ennemi. Acculée au front et attaqué sur le côté, l’armée de Strathbologie se disloque. Incapable de s’échapper, et refusant de se rendre, Strathbologie est tué adossé à un chêne avec un petit groupe de partisans, incluant Walter et Thomas Comyn. Certains des survivants trouvent refuge dans le château de Loch Kinnard, mais ils sont forcés de se rendre le jour suivant.

## Culblean dans l'histoire
Par rapport aux autres grandes batailles de la guerre d’indépendance, Culblean fut relativement une petite affaire, et est maintenant oubliée. Néanmoins, sa taille est fortement alourdie par son importance dans la route de l’Écosse vers la délivrance. Dr Douglas-Simpson parle de ce qui pourrait être considéré comme le verdict de la bataille quand il écrit :

« Culblean fut le tournant de la seconde guerre d’indépendance écossaise, et c’est pourquoi il s’agit d’un évènement de grande importance nationale.
Aussi petit qu’elle était, elle annule les effets de l’invasion d’Édouard, mettant définitivement un terme aux prétentions de Balliol pour le trône d’Écosse. Ces effets se sentirent  immédiatement. Édouard Balliol passa son hiver 1335-1336, au dire de la chronique de Lanercost : “… avec ses gens à Elande, en Angleterre, car il ne possédait aucun château ou ville en Écosse où il pouvait demeurer en sécurité”. »

## Traductions
1. ↑  « But the great tyranny and cruelty this earl practised among the people words cannot bring within the mind's grasp; some he disinherited, others he murdered: and in the end, he cast in his mind how he might wipe out the freeholders from the face of the earth. »